# Lợn thần

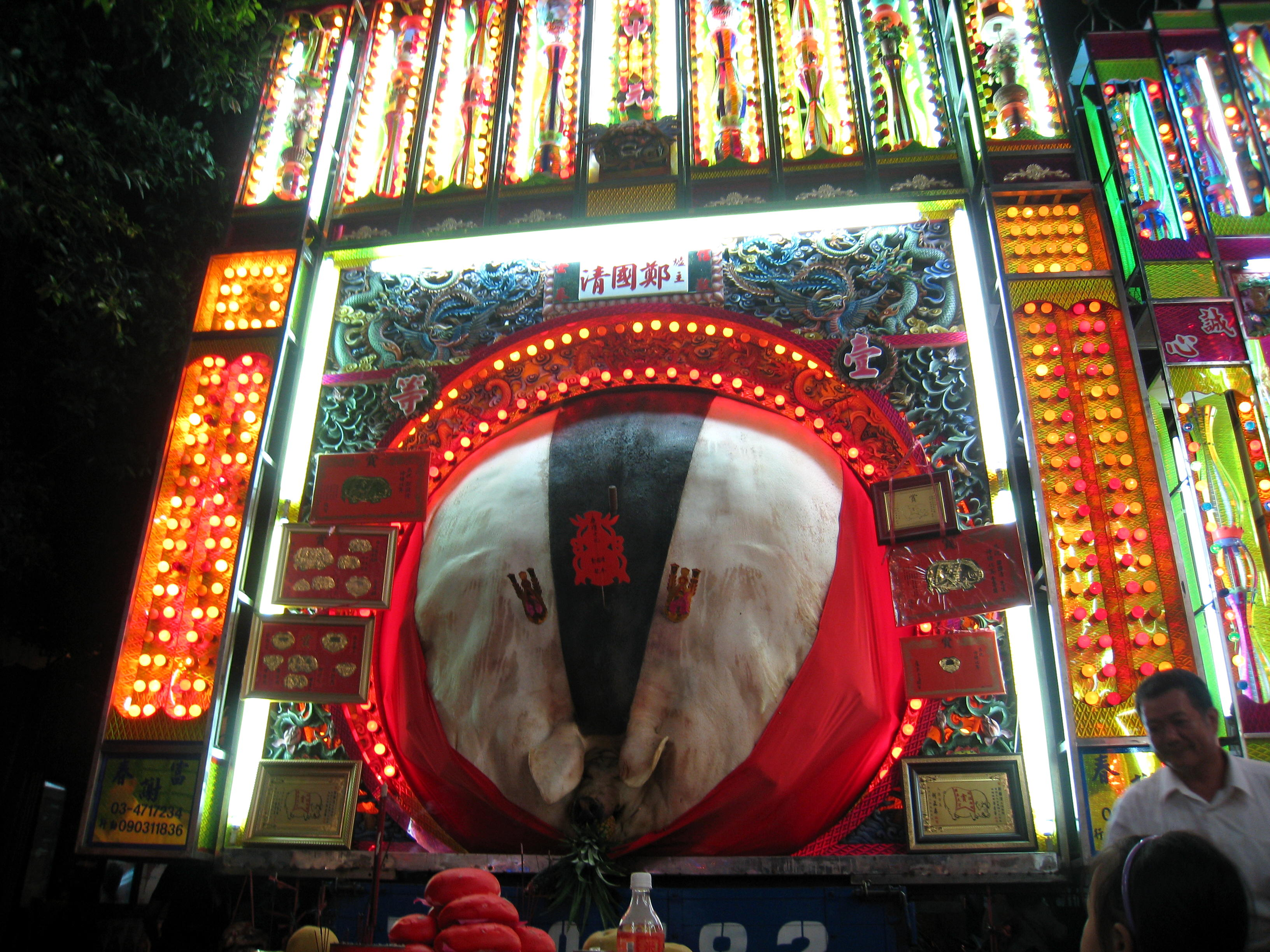
Một con lợn thần hiến tế ở Lễ hội Ma

Lợn thần hay heo thiêng hay còn gọi là thần trư (tiếng Trung phồn thể: 神豬, giản thể: 神猪, phiên âm Quan Thoại: shénzhū, Wade-Giles: shen-chu, tiếng Phúc Kiến: sîn-tu) là những con lợn được vỗ béo hết mức để xẻ thịt chào mừng năm mới theo truyền thống của người Hẹ (Hakka) thông qua lễ hội rước heo thiêng ở Đài Loan. Lễ hội này đã đặt ra những ý kiến trái chiều về vấn đề phúc lợi động vật. Tại mỗi dịp này, có đông người đổ đi xem cuộc thi Rước Heo Thiêng thường niên vào dịp Tết âm lịch bất chấp lễ hội bị chỉ trích là tàn bạo. Trong tiếng Anh, những con lợn này còn được biết đến với tên gọi "Pigs of God" (tạm dịch là những chú lợn của Chúa) là lễ hội thường niên thú vị nhưng cũng gây nhiều ý kiến trái chiều ở Đài Loan. 

## Tổng thuật

### Thời gian
Sanxia là một quận mang đặc tính truyền thống của thành phố Tân Đài Bắc ở miền bắc Đài Loan hay tổ chức lễ Rước Heo thường niên vào dịp Tết âm lịch. Lễ hội diễn ra hàng năm. Mỗi dịp xuân về Tết đến, người dân tại thành phố Tân Bắc (đảo Đài Loan) lại đổ về quận Sanhsia để tham dự lễ hội "lợn thần". Sau Tết Nguyên đán 2017, lễ hội "lợn thần" ở Đài Loan vẫn diễn ra bất chấp chỉ trích từ các tổ chức bảo vệ động vật về việc vỗ béo lợn để thi thố và xẻo thịt để đưa đi diễu hành. Năm 2017, lễ tế heo diễn ra ngày 2/2.
Nguồn gốc của lễ hội này cho tới nay chưa được biết tới rõ ràng, nhưng đó là một phần của niềm tin tôn giáo của người Hakka, nhóm người theo chủ nghĩa vô thần, chiếm khoảng bốn triệu dân Đài Loan hiện nay. Phong tục này có từ thời những người từ đại lục đến đảo Đài Loan. Họ nuôi béo lợn và tế thần để cầu xin thần linh bảo vệ người dân khỏi thú dữ và các tai ương khác và cũng là nghi lễ trưng xác lợn diễn ra hàng năm đánh dấu sự ra đời của Tổ sư Công, một vị thần của đạo Lão.

### Lợn tế
Trong suốt một năm trước đó, người dân sẽ cố vỗ béo những con lợn của mình. Người có con lợn béo nhất sẽ thắng trở thành người chiến thắng khi mùa lễ hội về. Những thí sinh lợn thường được chủ nhân vỗ béo trong nhiều năm, sau đó mới mang tới lế hội Lợn, chúng được vỗ béo suốt trong năm và con lớn nhất sẽ được chọn thắng cuộc. Cùng với các con heo khác, con heo thắng cuộc bị làm thịt trong một lễ tế thần tại một đền thờ đạo Lão, con lợn được gắn đồ trang trí, cạo lông tạo hình, đặt trên chiếc xe màu trắng, và nhét vào mồm một quả dứa. Cách thức trình bày như thế này để bày tỏ lòng biết ơn và sự kính trọng dành cho Thánh Trù Tử.
Để có được một chú lợn đủ mập dự thi, ít nhất cũng cần tới hai năm. Trong suốt thời gian đó, lợn có hẳn một quy trình vỗ béo không chỉ về thể chất còn tác động tới cả tinh thần để đạt trọng lượng lớn nhất có thể, những con lợn này sẽ không thể đứng, mà nằm suốt thời gian dài, một số chủ nhân còn tiêm thuốc gây mê cho lợn vì họ nghĩ rằng như vậy sẽ giúp con vật của họ béo hơn. Trước những ngày dự thi, những con lợn bắt phải ăn cát và những kim loại nặng như chì để tăng cân tối đa. Trọng lượng trung bình của những chú lợn dự thi thường ở mức 700 kg, có khi lên tới 900 kg.Năm 2017 con heo thắng trong cuộc thi có trọng lượng 844 kg. Trong quá khứ, quy mô lễ hội này còn hoành tráng hơn, với số lượng lợn lên tới 10 con. Thậm chí, có con còn đạt trọng lượng kỷ lục là 1 tấn.

### Nghi thức
Những con lợn đã được nuôi béo sẽ bị xẻo thịt, con lợn tế lễ vào năm bị xẻ thịt từ đêm hôm trước. Sau khi con heo được làm lông, thân heo được mổ phanh và căng ra trên một khung kim loại sau đó được trang hoàng. Lợn được "trang điểm" với phần lông trên cơ thể đã được cạo kiểu cách. Chúng được đặt trên một xe tải trang trí cầu kỳ và màu sắc trong tư thế treo lộn ngược, để lộ phần đầu nhỏ tí bị thân hình béo múp míp đè xuống. Sau đó, nó được đưa đi diễu hành trên xe được trang hoàng cầu kỳ cùng với xác của những con heo khác. Sau khi xẻo thịt, người ta trang trí lên da lợn và đưa đi diễu hành trên đường phố của quận Sanhsia (Tân Bắc).
Khi trưng bày những con lợn đã bị giết từ đêm hôm trước tại quảng trường, các hoạt động âm nhạc truyền thông với cồng chiêng, tù và cũng diễn ra. Những người thờ cúng heo tụ tập xung quanh xác heo được làm thịt để cúng tế, người xem chụp ảnh xác heo được trang trí và đưa đi diễu hành ở quận Sanxia, ở Tân Đài Bắc, Đài Loan. Những chú lợn béo mẫm thi thố rồi diễu hành khắp các đường phố Chủ nhân của con heo thắng cuộc được nhận cúp vàng và người ta nói rằng sẽ được may mắn trong năm mới. Kết thúc lễ hội, chủ sở hữu sẽ được nhận lại con lợn, đem về xẻ thịt chia cho người thân, hàng xóm láng giềng và bạn bè.

## Ý kiến
Giống như lễ hội chém lợn ở làng Ném Thượng bị nhiều người lên án gay gắt thì lễ hội tế lễ lợn ở Đài Loan cũng khiến hàng nghìn người tụ tập biểu tình, lên án vì họ cho rằng đó là sự hành xử tàn ác với động vật. Các tổ chức bảo vệ động vật chỉ trích quá trình nuôi béo lợn là tàn bạo. Những con lợn thường được ép để nặng đến 800 kg trong khi khối lượng bình thường của một con lợn chỉ là 120 kg. Cũng như con người, béo phì đối với lợn là một loại bệnh. Khi lợn bị béo phì, việc di chuyển của chúng bị hạn chế trong khi nội tạng bị căng lên.
Ngoài quá trình nuôi béo, giây phút khi lợn bị xẻo thịt cũng tàn bạo và vô nhân tính. Những tổ chức bảo vệ động vật kêu gọi dừng việc ép lợn tăng cân để đem tế. Những người bảo vệ quyền của động vật nói quá trình vỗ béo heo là độc ác, khiến chúng không đi lại được và gây tổn hại tới nội tạng của các con vật này. Nông dân đã dùng nhiều phương pháp vỗ béo vô nhân đạo để ép con lợn tăng trưởng quá mức
Bất chấp những phản đối, rất đông người tới xem lễ hội nhắc nhở người ta nhớ lại thời xa xưa những người mới tới định cư cúng tế các thần thánh địa phương để được che chở và cư dân địa phương không chịu từ bỏ tập tục của họ. Đây là một phong tục của đền Tzu Shih Yeh tại Sanhsia. Bất chấp những chỉ trích, lễ hội năm 2017 vẫn thu hút rất nhiều người đến xem. Nhiều gia đình khác sẽ tiếp tục vỗ béo lợn của họ với mong ước việc nuôi được con lợn béo nhất sẽ là một điềm lành, báo hiệu năm mới may mắn, tốt đẹp. nghi lễ này vẫn được tiến hành ở 20 đền thờ Đạo giáo khác nhau ở Đài Loan vào những dịp khác nhau.